# ジェイアールバス関東鹿嶋支店

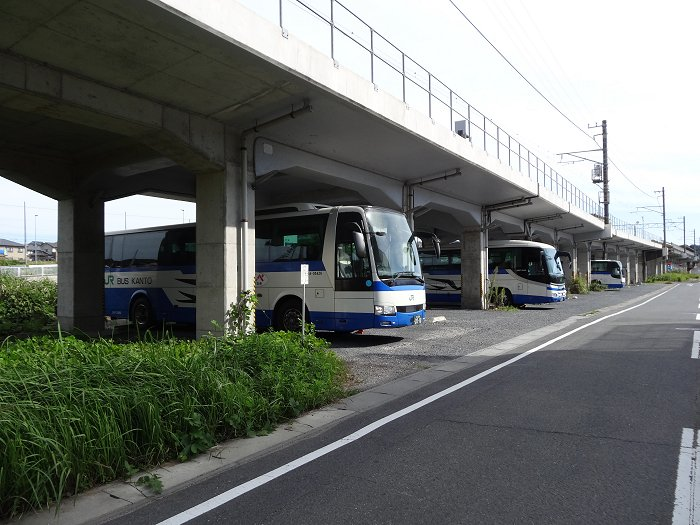
高架下の車庫

ジェイアールバス関東鹿嶋支店（ジェイアールバスかんとうかしましてん）は、茨城県鹿嶋市にあるJRバス関東の営業所。

## 所属車両のナンバー
- 水戸ナンバー
  - 東京・成田空港便で使用する一部の車両は東京2020オリンピック・パラリンピック競技大会特別仕様ナンバープレートに変更している。
  - 以前は車番に合わせた希望ナンバーで登録していた。

## 概要
2018年10月1日東関東支店鹿嶋営業所が鹿嶋支店に昇格した。JR東日本鹿島線の鹿島神宮駅付近に位置し、同線の高架下を車庫の一部として使用している。整備工場を持たないため、車両の重整備は他支店に委託している。
管轄路線は、東関道ルートを中心とする複数の高速バス路線である。主に「かしま号」を担当し、東京駅での折り返しの間合いで「エアポートバス東京・成田」や「マイタウンダイレクトバスTDR・新浦安ルート」、東京駅～東京港フェリーターミナル線も担当する。他支店やジェイアールバステックが運行するかしま号が折り返しの待機・休憩で当支店に入庫する。
2023年4月1日現在、16台（高速車15台、貸切登録車1台）が配置されている。

## 沿革
かしま号は運行開始当初から八日市場支店が担当していたが、支店までの回送距離が長いことから、鹿島神宮駅近くの高架下にバス待機場を設けていた。これが昇格・移転したのが鹿嶋営業所である。2018年10月1日からは支店に昇格した。
- 2006年（平成18年）4月1日 - 八日市場支店 鹿嶋営業所として開設。
- 2015年（平成27年）6月20日 - 八日市場支店傘下から東関東支店傘下に変更。東関東支店 鹿嶋営業所となる。
- 2018年（平成30年）10月1日 - 東関東支店から独立、鹿嶋支店となる。
- 2021年（令和3年）12月20日 - 東京・土浦・水戸・佐野との5支店合同で「東京駅 - 国際展示場駅 - 東京ビッグサイト - 東京港フェリーターミナル線」を運行開始。
- 2023年（令和5年）7月28日 - 銚子電気鉄道と共同の貨客混載輸送を高速バス「かしま号」に変更の上、再開（積み込みは鹿嶋支店で行う）。

## 現在の所管路線

### 高速バス
当支店常駐車両で運行するもののみ記述する。

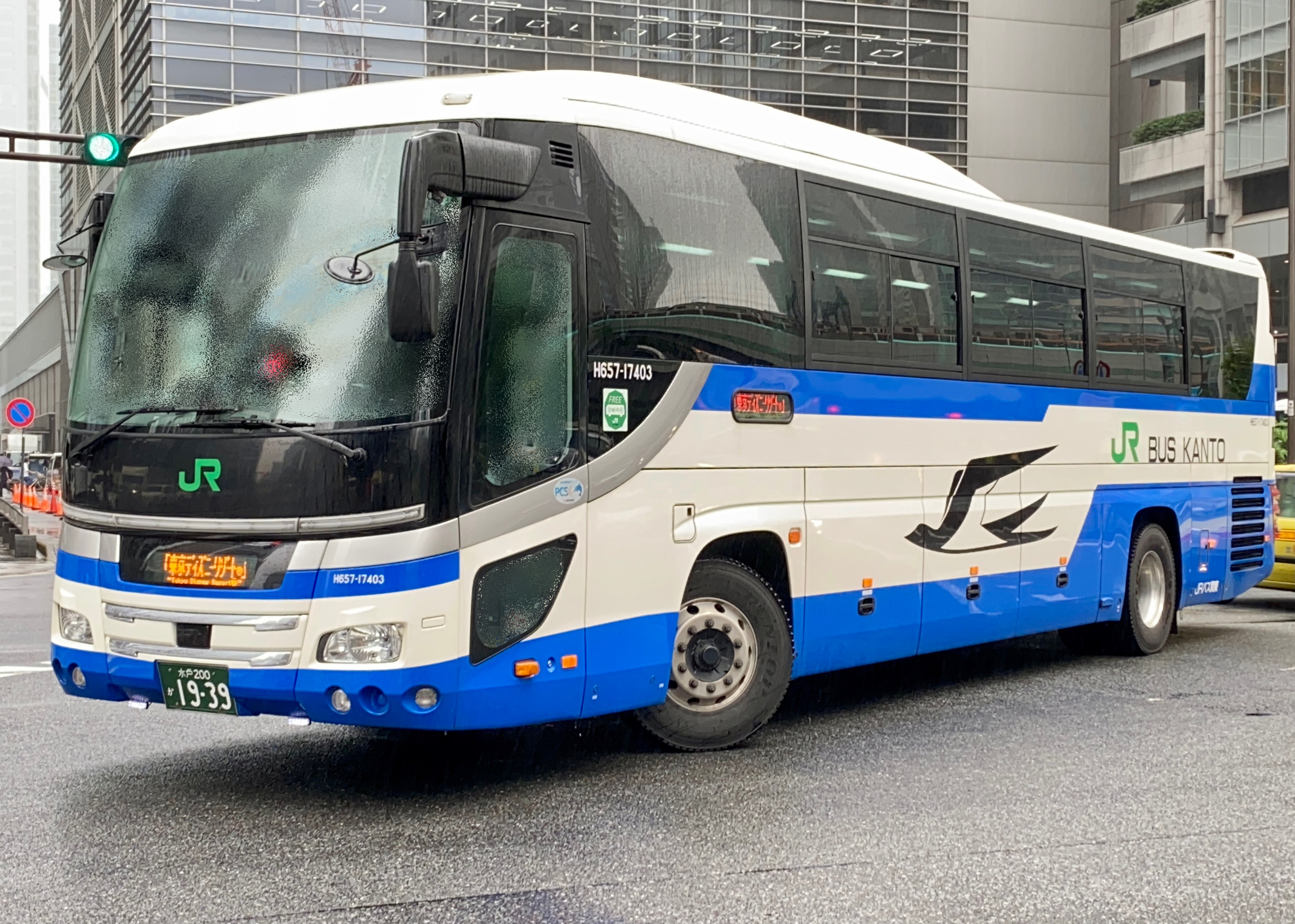
間合い運用で東京ディズニーリゾートに向かう鹿嶋支店所属H657-17403号車

- かしま号（ジェイアールバステック・京成バス・関東鉄道と共同運行）※Suica、PASMOが使用可能
- [直行]カシマサッカースタジアム号（ジェイアールバステック・京成バス・関東鉄道と共同運行）※座席指定制、カシマサッカースタジアムでの鹿島アントラーズ主催試合の開催日に運行
- エアポートバス東京・成田（平和交通、あすか交通、西岬観光、京成バス、成田空港交通、京成バスシステム、京成トランジットバスと共同運行）※成田空港行きのみSuica、PASMOが使用可能
- マイタウン・ダイレクトバスTDR・新浦安ルート（京成バス、東京ベイシティ交通と共同運行）※Suica、PASMOが使用可能

※　当支店の所属車両は車両整備等の都合により成田空港支店の運用に入ることもある。また、当支店の所属車両は土浦支店でも車両整備を行なうことがあり、同支店への入出庫時につくば号で車両を使用する。

### 一般路線バス
- 東京駅 - 国際展示場駅 - 東京ビッグサイト - 東京港フェリーターミナル　※高速バス車両で運行　※Suica、PASMOが使用可能 <東京支店が主管>

※　かしま号の間合いで運行

## 車両
日野・セレガハイデッカーの44座席車のみが16台配置されている。
以前は40座席車や42座席車も配置されていたが、他支店とのトレードや新車への置き換えなどで2019年度に44座席車に統一された。東京～成田空港線での運用があるため、一部の車両には、荷物の出し入れがしやすくするためにトランクルームに引き出し板が取り付けられている。貸切登録になっている車両が1台存在するが、貸切専用ではなく高速バスとの兼用である。

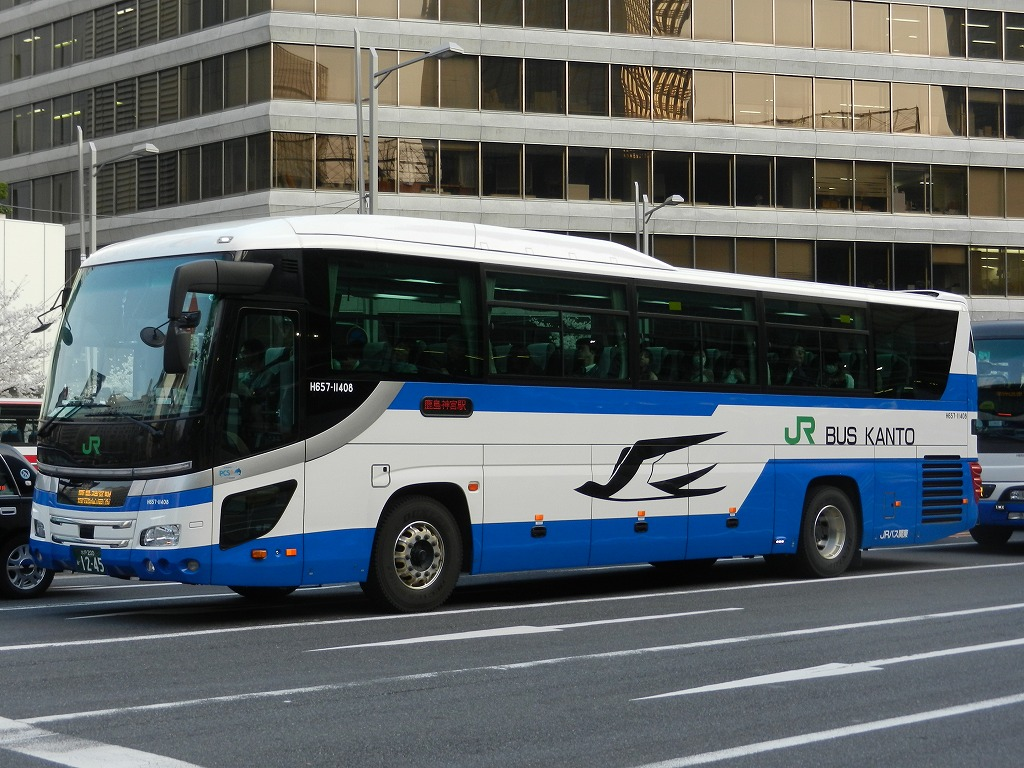
鹿嶋営業所（撮影当時）→鹿嶋支店所属の日野・セレガ H657-11408
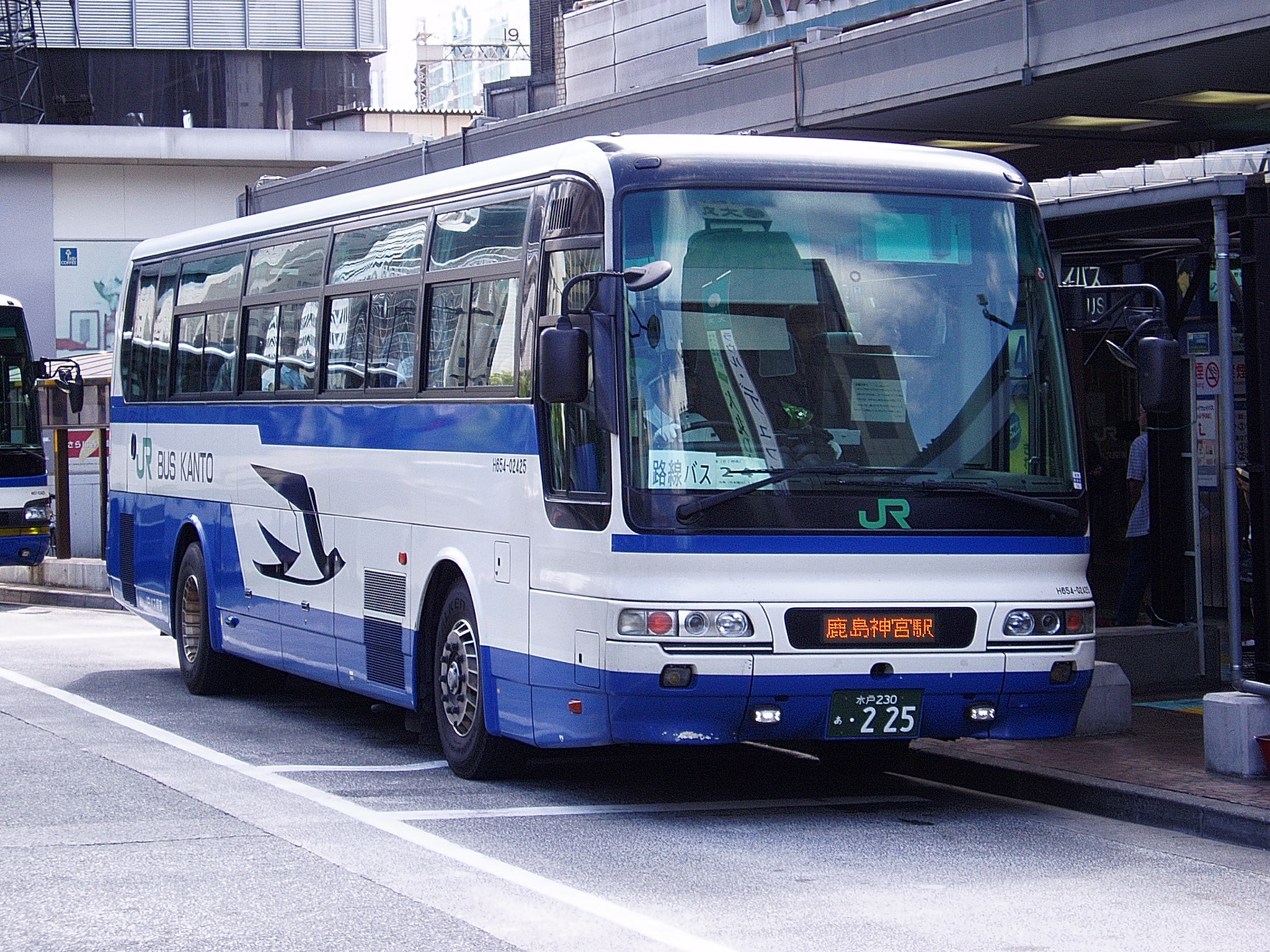
かつて鹿嶋営業所に所属していた三菱ふそう・エアロバス H654-02425